# جوقان بزرغ (أوجان الغربي)
جوقان بزرغ (بالفارسية: جوقان بزرگ) هي منطقة سكنية تقع في إيران في قسم أوجان الغربي الريفي. يقدر عدد سكانها بـ 793 نسمة .